# César Cielo Filho
César Augusto Cielo Filho (Santa Barbara d'Oeste, São Paulo; 10 de gener de 1987) és un nedador d'estil lliure i papallona brasiler, guanyador de tres medalles olímpiques.

## Biografia
Va néixer el 10 de gener de 1987 a la ciutat de Santa Barbara d'Oeste, pertanyent a la conurbació de São Paulo.
Cielo va assistir a la Universitat d'Auburn a Auburn (Alabama) on va disputar el Campionat Nacional de la NCAA. Cielo va vèncer sis competicions del Campionat Nacional, incloent-hi els de 50 i 100 d'estils lliures, l'any 2007. Al Campionat Mundial de Natació d'aquell any a Melbourne arribà a les finals de 50 m i 100 m estil lliure, i aconseguí ser sisè i quart.
En els Jocs Olímpics d'Estiu de 2008 realitzats a Pequín (República Popular de la Xina) va aconseguir guanyar la medalla d'or en els 50 m lliures i la medalla de bronze en els 100 m lliures. En els Jocs Olímpics d'Estiu de 2012 celebrats a Londres (Regne Unit) aconseguí guanyar la medalla de bronze en els 50 metres lliures, i finalitzà sisè en els 100 metres lliures, aconseguint així un diploma olímpic.

### Dòping
El juny de 2011, Cielo i altres tres nedadors brasilers van donar positiu en un control antidòping per consum de furosemida. Abans de disputar els Mundials de 2011 a Shanghai, el TAS va resoldre concloure el cas amb una advertència a l'esportista, que dies després guanyaria dos ors en el campionat.

## Homenatges
L'any 2023 va entrar a formar part del Saló de la Fama de Natació, el tercer brasiler en aconseguir-ho després de Maria Lenk i Gustavo Borges.